# Alex Hunter (baloncestista)
Alex Hunter (n. Raleigh, Carolina del Norte); 24 de febrero de 1999) es un jugador de baloncesto con nacionalidad estadounidense. Con 1,80 metros de altura juega en la posición de base. Actualmente forma parte de la plantilla del ASK Karditsas B.C. de la A1 Ethniki.

## Trayectoria
Es un jugador natural de Raleigh, Carolina del Norte, formado en Leesville High School de su ciudad natal, antes de ingresar en 2017 en la Universidad Furman, situada en Greenville, Carolina del Sur, donde jugaría cinco temporadas la NCAA con los Furman Paladins desde 2017 a 2022. 
El 1 de agosto de 2022, firma con ASK Karditsas B.C. de la A1 Ethniki.